# (12761) Pauwels
(12761) Pauwels ist ein Asteroid des Hauptgürtels, der am 9. Oktober 1993 vom belgischen Astronomen Eric Walter Elst am La-Silla-Observatorium (IAU-Code 809) der Europäischen Südsternwarte in Chile entdeckt wurde.
Der Asteroid wurde nach dem belgischen Astronomen und Astrometer Thierry Pauwels (* 1957) benannt, der am Observatoire royal de Belgique arbeitet und 1996 die dortige Schmidt-Kamera durch die Installation einer CCD-Kamera wesentlich verbesserte.